# Estadi 28 de Setembre de 1958
L'Estadi 28 de Setembre de 1958 o Stade du 28 Septembre 1958  és un estadi esportiu de la ciutat de Conakry, a Guinea.
La seva capacitat és per a 25.000 espectadors. És la seu dels clubs Hafia FC, Horoya AC i Satellite FC.
El nom de l'estadi fa referència a la data del referèndum en el qual el poble de Guinea va votar no a la proposta de França per avançar limitadament en l'autogovern, optant doncs per assolir la independència completa que es va proclamar tot seguit el 2 d'octubre de 1958.
El 28 de setembre de 2009, els membres del partit de l'oposició es van manifestar a l'Estadi del 28 de setembre, exigint que el capità Moussa Dadis Camara renunciés a la presidència de Guinea. Les forces de seguretat van disparar contra la multitud matant 157 persones i ferint 1.200. En resposta a les crítiques de les organitzacions internacionals de drets humans, el govern va dir que només 56 persones van morir i la majoria van ser trepitjades pels manifestants que fugien.